# Carpinus purpurinervis
Carpinus purpurinervis — вид квіткових рослин з родини березових. Поширення: Китай (Гуйчжоу, Гуансі).

## Біоморфологічна характеристика
Це дерево до 5 метрів заввишки; кора темно-сіра. Гілочки пурпурно-коричневі, голі або майже такі. Ніжка листка 5–7 мм, рідко ворсинчаста. Листкова пластинка довгасто-ланцетна, ланцетна або вузько ланцетна, 2–6 × 1–1.7 см, знизу рідко ворсинчаста вздовж жилок, зверху гола, основа майже заокруглена або майже серцеподібна, край нерівномірно (рідко подвійно) мусконато-пилчастий, верхівка загострена; бічні жилки 11–13 з кожного боку від середньої жилки, світло-пурпурові. Жіноче суцвіття ≈ 4 × 1.5 см. Горішок широкояйцеподібний, ≈ 4 × 3 мм, рідко запушений, крім ворсинчастого на верхівці, іноді смолисто-залозистий, ребристий. Цвітіння: травень і червень, плодіння: липень — вересень.

## Середовище
Населяє розріджені ліси або зарості на вапняку; на висотах 600–1000 метрів